# ایتالو ده زان
ایتالو ده زان (ایتالیایی: Italo De Zan؛ ۱ ژوئیه ۱۹۲۵ – ۹ مارس ۲۰۲۰) دوچرخه‌سوار اهل ایتالیا بود. وی در مسابقات جیرو دیتالیا شرکت کرده بود. ده زان در ۹ مارس ۲۰۲۰ در اثر ابتلا به کووید ۱۹ درگذشت.